# بوبروفسكيي (سفيردلوفسك)
بوبروفسكيي (بالروسية: Бобровский) هي مدينة في مقاطعة سفيردلوفسك أوبلاست في روسيا.